# Madame Gabriel Luizet
'Madame Gabriel Luizet' est un cultivar de rosier hybride remontant obtenu en 1877 par le rosiériste lyonnais Jean Liabaud. Cette variété est toujours plébiscitée par les amateurs de roses d'aspect romantique et elle est présente dans de nombreux catalogues. Cette rose était surtout cultivée autrefois pour la fleur coupée car elle se prête bien au forçage en serre. Elle est dédiée à l'épouse, du fameux architecte-paysagiste de l'époque, Gabriel Luizet (1845-1922), président de la Société pomologique de France.

## Description
Le buisson bien charpenté de cet hybride remontant peut s'élever à 150 cm, voire 180 cm, pour une envergure de 90 cm, et il résiste à des froids hivernaux jusqu'à 20°. Il présente des fleurs moyennes en coupe parfaitement dessinée, d'un rose argenté aux revers plus clairs, et à l'aspect légèrement chiffonné de rose ancienne. Les fleurs odorantes, très doubles, pleines (26-40 pétales) et presque globuleuses fleurissent abondamment en solitaire ou en bouquets de deux ou trois en début de saison, puis plus légèrement par la suite. 'Madame Gabriel Luizet' est parfait pour les fonds de massif et les haies.
Ce rosier doit être traité contre le mildiou si besoin est. Il ne doit pas être trop taillé. C'est un rosier plutôt précoce. Il donne des fruits orange en fin d'automne. On peut notamment l'admirer à l'Europa-Rosarium de Sangerhausen.
Il est issu d'un semis de 'Jules Margottin' (Margottin 1853).

## Descendance
Par croisement avec Rosa wichuraiana, il a donné naissance à 'Dorothy Perkins' (Jackson & Perkins 1901).

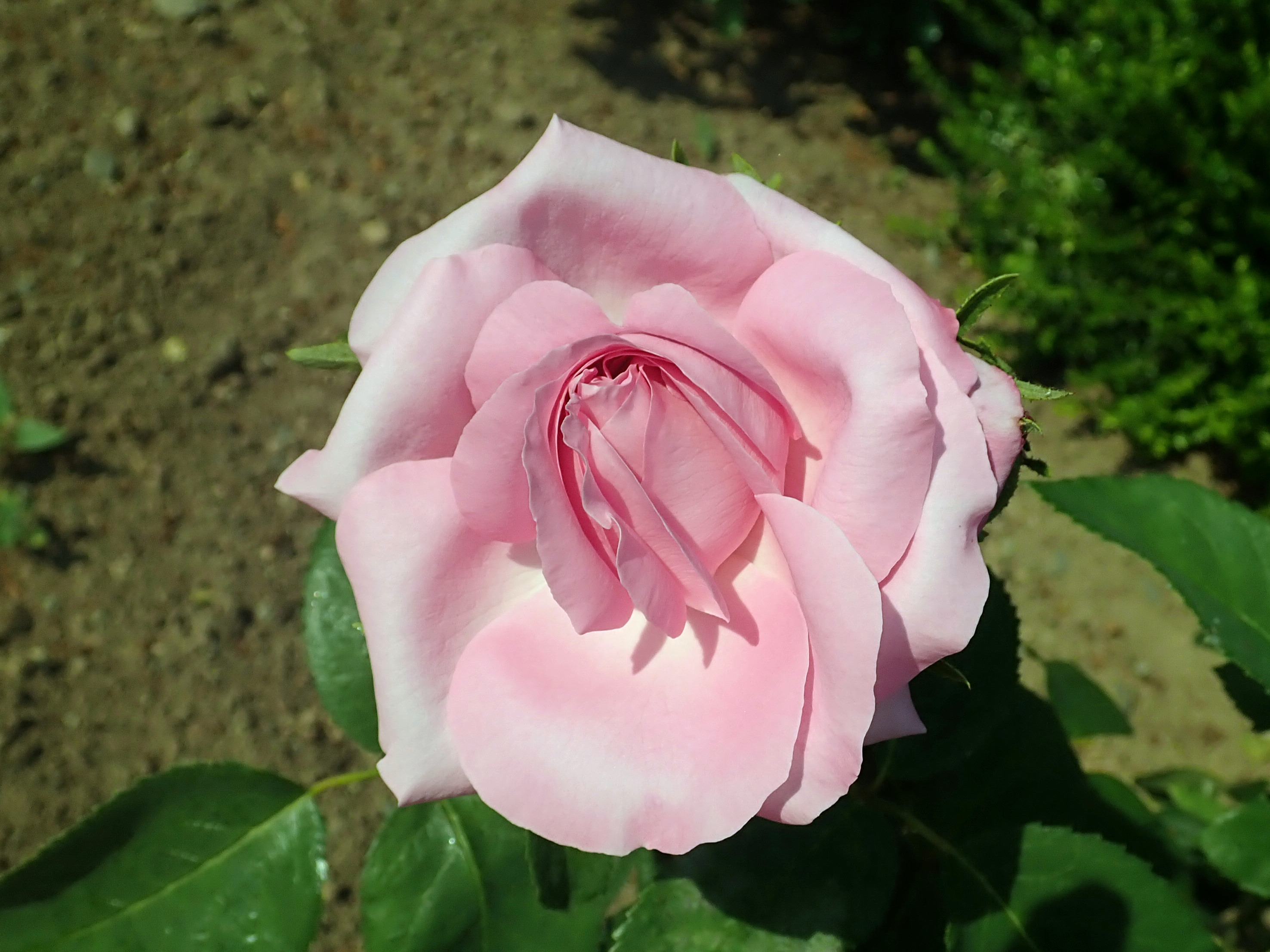
Fleur à peine épanouie
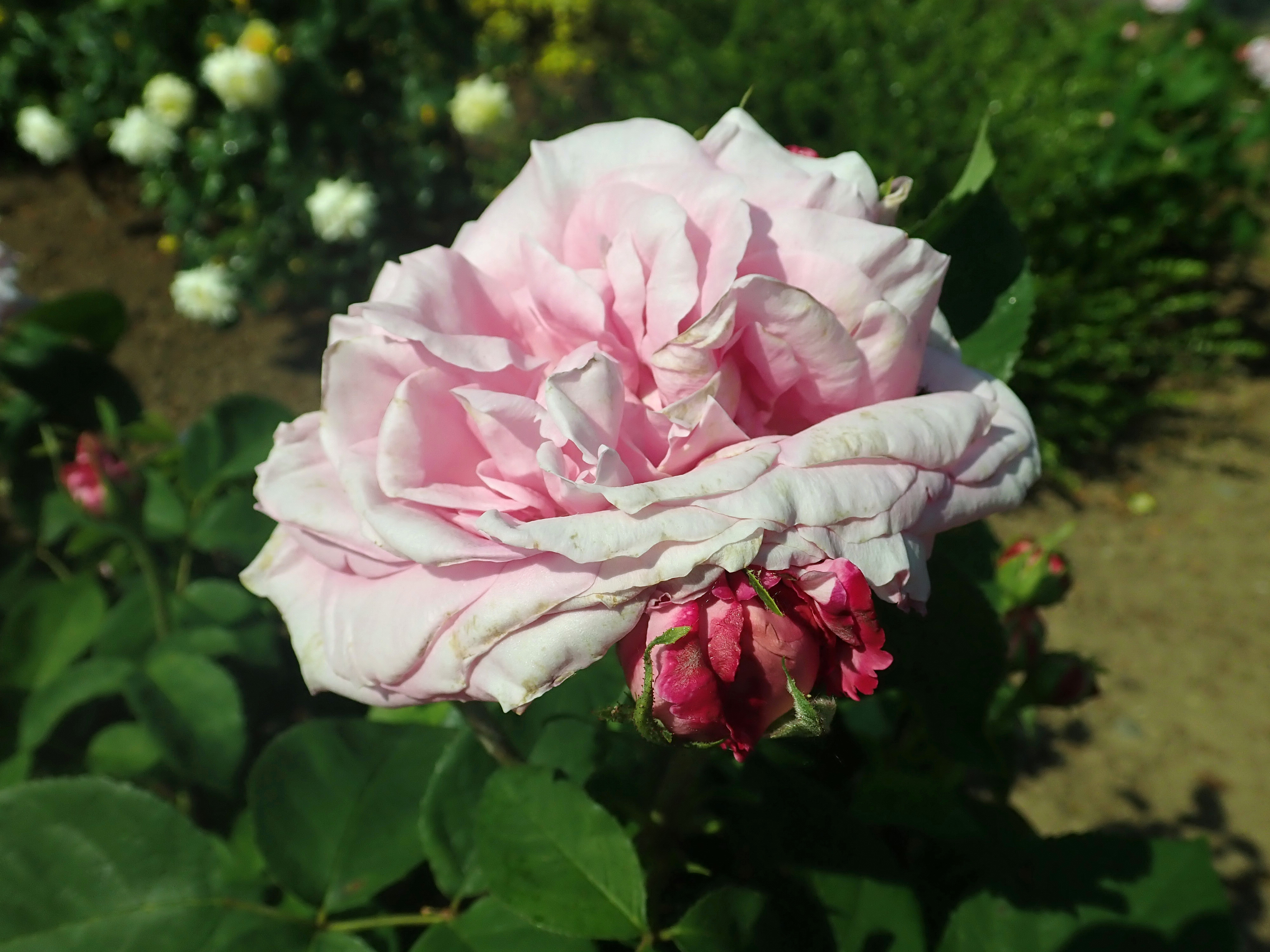
'Madame Gabriel Luizet' à Sangerhausen
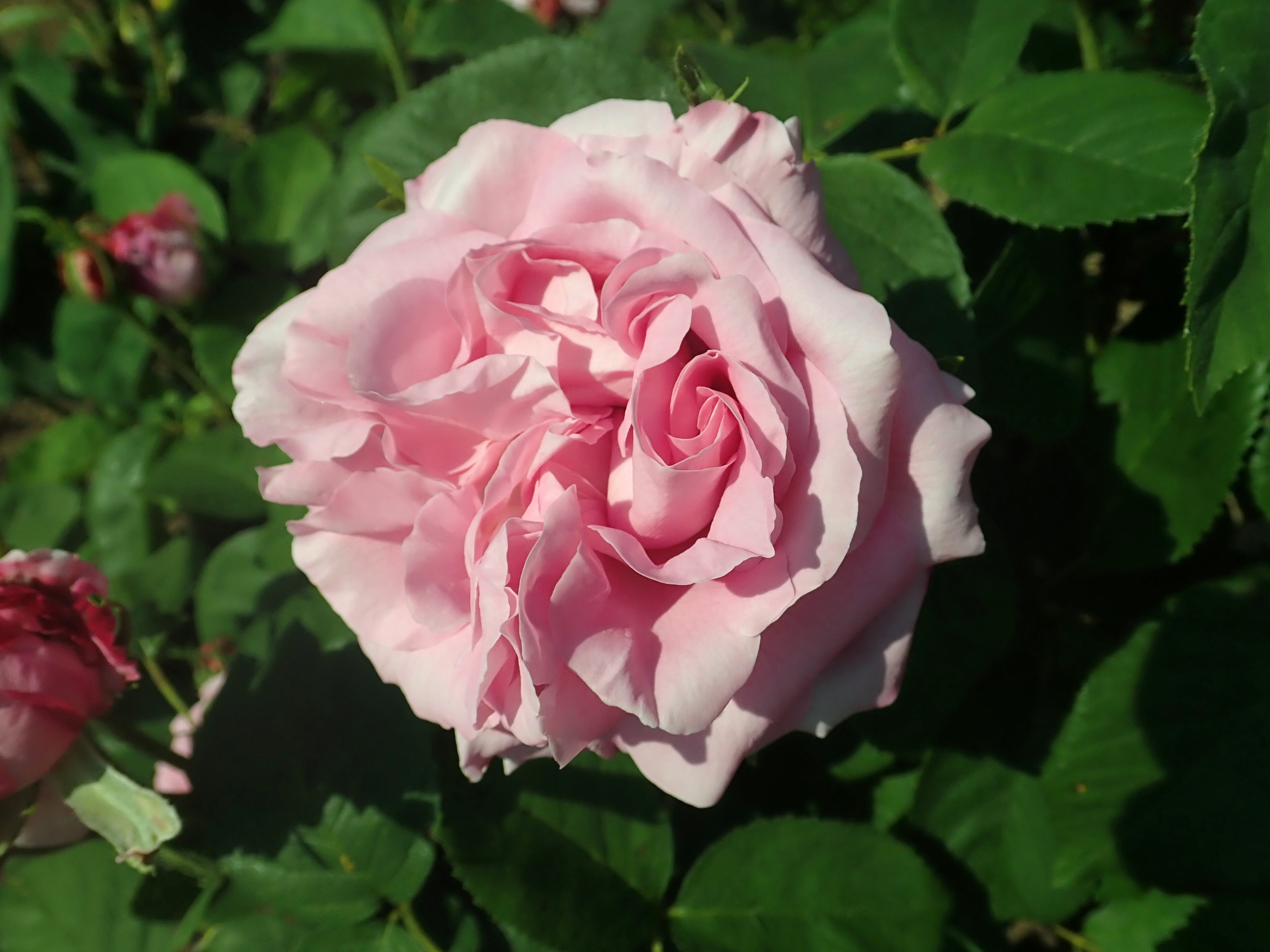
'Madame Gabriel Luizet' à Sangerhausen
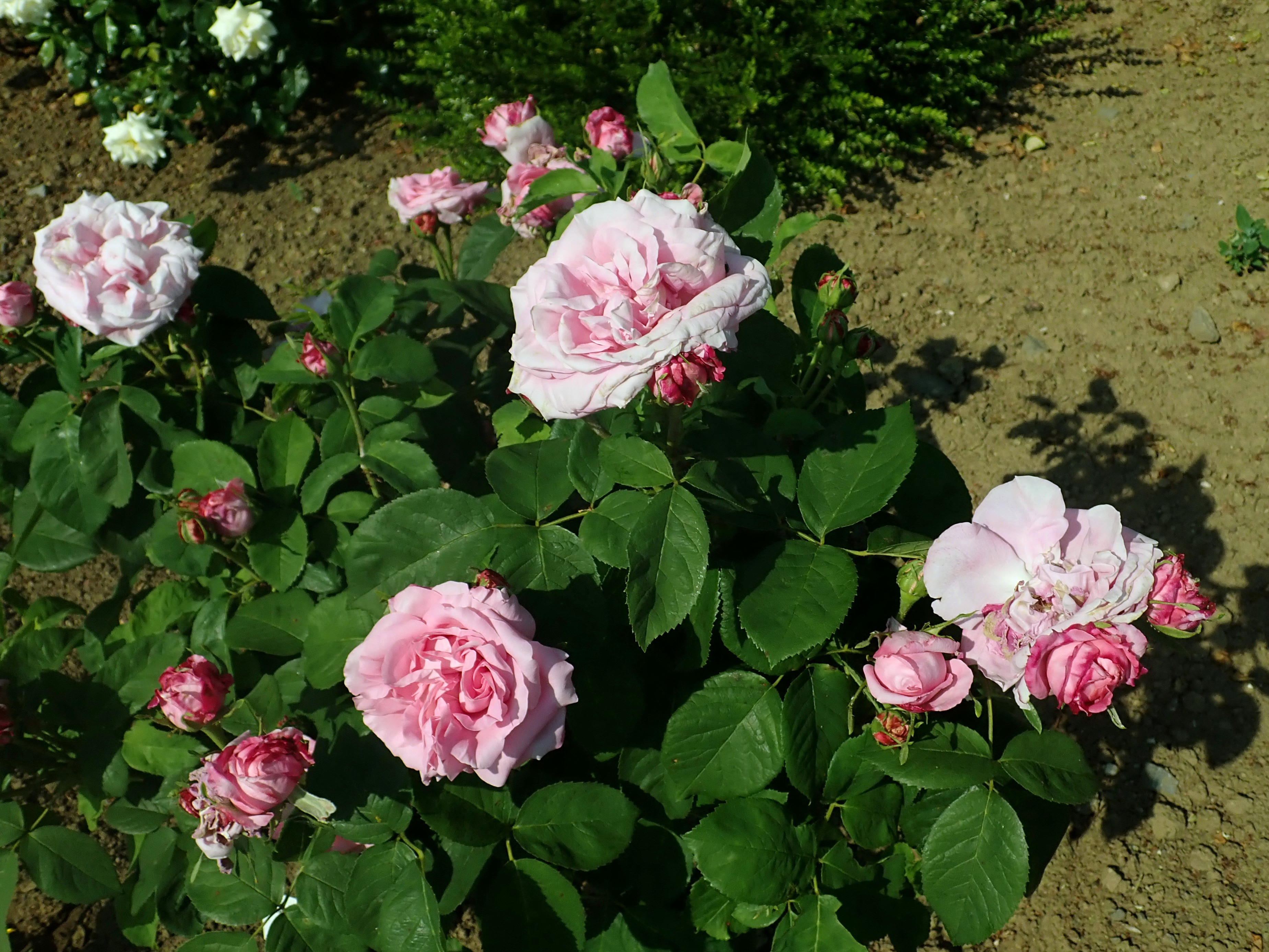
Buisson de 'Madame Gabriel Luizet' à Sangerhausen